# 新国際ギリシア語聖書注解
『新国際ギリシア語聖書注解』（しんこくさいギリシアごせいしょちゅうかい、New International Greek Testament Commentary, 略称：NIGTC）は、ギリシア語の新約聖書のテキストに基づいた、英語の注解書シリーズである。アメリカのアードマン出版社（William B. Eerdmans Publishing Company）より出版されている。

## 各書
- マタイの福音書 - ジョン・ノランド（en:John Nolland）、2005年  1,579ページ。 ISBN 978-0-8028-2389-2
- マルコの福音書（The Gospel of Mark） - リチャード・フランス（en:R. T. France）、2002年、756ページ。 ISBN 978-0-8028-2446-2
- ルカの福音書（The Gospel of Luke） -  ハワード・マーシャル（en:I. Howard Marshall）、1978年、928ページ。 ISBN 978-0-8028-3512-3
- コリント人への手紙第一（The First Epistle to the Corinthians） - アンソニー・シセルトン（Anthony C. Thiselton）、2000年、1,479ページ。 ISBN 978-0-8028-2449-3
- コリント人への手紙第二（The Second Epistle to the Corinthians） - マーレー・ハリス（en:Murray J. Harris）、2005年、1,072ページ。 ISBN 978-0-8028-2393-9
- ガラテヤ人への手紙（The Epistle to the Galatians） - F・ F・ブルース（en:F. F. Bruce）、1982年、325ページ。 ISBN 978-0-8028-2387-8
- ピリピ人への手紙（The Epistle to the Philippians） - ピーター・オブライアン（en:Peter T. O'Brien）、1991年、638ページ。 ISBN 978-0-8028-2392-2
- ピレモンへの手紙（The Epistles to the Colossians and to Philemon） - ジェームス・ダン（James D. G. Dunn）、1996年、405ページ。 ISBN 978-0-8028-2441-7
- テサロニケ人への手紙（The Epistles to the Thessalonians） - チャールズ・ワナメーカー（en:Charles A. Wanamaker）、1990年、344ページ。 ISBN 978-0-8028-2394-6
- 牧会書簡（The Pastoral Epistles） - ジョージ・ナイト（en:George W. Knight III）、1992年、548ページ。 ISBN 978-0-8028-2395-3
- ヘブル人への手紙（The Epistle to the Hebrews） - ポール・エリンゴワース（en:Paul Ellingworth）、1993年、862ページ。 ISBN 978-0-8028-2420-2
- ヤコブの手紙（The Epistle of James） - ピーター・デイビッズ（en:Peter H. Davids）、1982年、264ページ。 ISBN 978-0-8028-2388-5
- ヨハネの黙示録（The Book of Revelation） - グレゴリー・ビール（G. K. Beale）、1998年、1,309ページ。 ISBN 978-0-8028-2174-4